# Dan Brouthers
Dennis Joseph „Dan“ Brouthers (* 8. Mai 1858 in Sylvan Lake, New York; † 2. August 1932 in East Orange, New Jersey) war ein US-amerikanischer Baseballspieler in der Major League Baseball (MLB). Sein Spitzname war Big Dan.

## Biografie
Dan Brouthers spielte bereits im 19. Jahrhundert im professionellen Baseball und war zu seiner Zeit einer der ersten Superstars des Sports. Seine Karriere begann er bei den Troy Trojans, für die er sowohl als First Baseman und auch, allerdings weniger erfolgreich, als Pitcher spielte. Fünfmal war Brouthers der erfolgreichste Spieler im Schlagdurchschnitt, zweimal in Home Runs und einmal bei den RBIs. Nach Harry Stovey und Roger Connor war er der dritte Spieler in den Major Leagues, dem mehr als 100 Home Runs in seiner Karriere gelangen. Sein Schlagdurchschnitt (34,3 % nach baseball-reference.com bzw. 34,9 % nach mlb.com) für die gesamte Karriere zeigt ihn heute noch auf Platz 9 der ewigen Bestenliste. Eigentlich hatte er seine Karriere schon 1896 bei den Philadelphia Phillies beendet, kehrte aber 1904 nochmals für zwei Spiele zu den New York Giants zurück. Am 4. Oktober 1904 verabschiedete er sich von der Major League Baseball, in der er in  vier verschiedenen Jahrzehnten gespielt hatte. Brouthers verstarb 1932 in East Orange, New Jersey. 1946 wurde er durch das Veterans Committee in die Baseball Hall of Fame aufgenommen.

## Seine Stationen als Spieler
- 1879–1880: Troy Trojans
- 1881–1885: Buffalo Bisons
- 1886–1888: Detroit Wolverines
- 1889: Boston Beaneaters
- 1890: Boston Reds (Players League)
- 1891: Boston Reds (American Association)
- 1892–1893: Brooklyn Grooms
- 1894–1895: Baltimore Orioles
- 1895: Louisville Colonels
- 1896: Philadelphia Phillies
- 1904: New York Giants